# 1/100スケール
1/100スケールは、図面や模型で使用される縮尺の1つである。建築関係の図面や模型、アニメに登場する巨大ロボット兵器のプラモデルなどの縮尺としてよく用いられている。

## 概要
1/100スケールは、1mを1cmに縮小する縮尺であり、長さの単位としてメートル法のような10進法を採用している場合には、数値の換算の必要がないため、最も作図が容易な縮尺の一つである。特に建築の分野では、高さ30ｍの建物が30cmと扱い易い大きさになるため、設計図面や模型に広く用いられている。
模型の分野、特にプラモデルはヤード・ポンド法を使用するイギリスやアメリカで発展したため、分母が12の倍数となる縮尺が用いられることが多いが、メートル法を使用している日本、フランス、ドイツなどのメーカーからは、主に1960年代から1970年代に1/100スケールの飛行機などのプラモデルが発売されている。また、1980年代に大ヒットしたアニメ『機動戦士ガンダム』に登場する巨大ロボット兵器のプラモデル、通称ガンプラの縮尺として採用されたことにより、その後多数作られたガンダムシリーズや、ガンダムと設定サイズの近いロボットのプラモデルの縮尺として広く用いられている。

## プラモデル

### 航空機

#### 国内メーカー
日本国内のメーカーから発売された主なキットとしては次のようなものがある。
マルサン商店
世界の名機シリーズとして1960年代前半に30点ほどを発売した。第二次世界大戦時の戦闘機や攻撃機が主であるが、後期にはF-86、F-104のようなジェット機や、B-24、B-29のような大型爆撃機も発売された。
1968年にマルサン商店（マルザン）が倒産した後金型は売却され、後継会社の一つである富士ホビーから十数点が再発売されたほか、日本模型やサニーからも一部のキットが再発売された。また、1960年代にはアメリカにも輸出され、UPCやEldonのブランドで販売された。
倒産後再建されたマルサンは、1973年に日本傑作機シリーズ6点を発売した。旧日本陸海軍の戦闘機を新金型で製品化したもので、当初はワンタッチで主脚の出し入れができるギミックを持ち、パチパチキットと称していた。1970年代末にマルサンがプラモデルから撤退した際に、金型は童友社に売却された。
YMC模型製作所
1960年代初めに旧陸海軍複葉機シリーズを10点ほど発売した。名称通り旧日本軍の複葉機のみをモデル化しており、その多くが第二次世界大戦以前に退役したマイナーな機種のため、以後一度もプラモデルとして製品化されていない機体も複数ある。
タミヤ
1960年代後半から1970年代にかけてミニジェットシリーズ20点余りを発売した。当初は当時現役のジェット戦闘機や攻撃機が中心だったが、後にヘリコプターやB-52戦略爆撃機、さらに第二次世界大戦中や朝鮮戦争時の機体も製品化された。
1983年までに全製品が生産休止となった後、1987年にベンホビーから十数点が発売され、2004年にはコンバットプレーンシリーズと名称を改めてタミヤから10点が再発売された。また、1980年代にはアメリカとドイツのレベルから一部の製品が発売されている。
万年
1974年にジェットファイターシリーズとしてF-15とF-14を発売した。その後ハナオカ（Hanaoka）、サンショウ、サニーなどから再発売された。また、1970年代後半にはアメリカでエンテックス（Entex）のブランドで発売され、1980年代初めには西ドイツのロスコフ（Roskopf)から、1980年代末にアメリカのレベルからも発売されている。また、2000年代半ばには台湾のAFVクラブからミグ25とF-14が発売された。
当時の広告およびパッケージ側面では、万年はF-14、F-15、ミグ25およびミラージュF1の4点の発売を告示しているが、ミラージュF1は未発売に終わり、ミグ25は企画を引き継いだサニーから1977年に発売された。
また、1980年代半ばに韓国のアカデミーからF-14とF-15をコピーしたキットが発売された。形状や部品分割はほぼ同じであるが、ランナー内の部品配置など細部が異なっている。
日東科学教材
1960年代から1970年代にかけて旅客機シリーズを20点余り発売した。民間の旅客機が中心であるが、DC-3の軍用型のC-47や、ボーイング707の派生型のエアフォース1やE-3A AWACSなども製品化されていた。また旅客機シリーズとは別にヘリコプターも2種製品化されていた。1985年に廃業後、旅客機シリーズの金型は童友社に売却された。1970年代には、アメリカのEntexからヘリコプターも含め15点程のキットが発売されていた。コンコルド、エアフォース1、E-3Aの3点は1980年代後半にアメリカのTestorからも発売された。
ベンホビー
1980年代後半、タミヤのミニジェットシリーズのOEM販売を行うとともに、自社開発製品としてF-15のバリエーション4点を発売した。ベンホビーの解散後、F-15のキットは今井科学とツクダホビーから再発売が行われた。
タカラ
1980年代前半に『エリア88』シリーズ10点を発売した。本シリーズは漫画に登場する機体をモデル化したもので、キャラクターモデルの一種であるが、作中の機体は実機に忠実に描かれていたため、製品もスケールモデルとして通用するものとなっていた。キットには1/24スケールのフィギュアやステッカーも含まれていたが、1980年代末にアメリカとドイツのレベルから一部が発売された際には、それらは省かれ実機のデカールが添えられていた。
童友社
旧日東科学製の旅客機シリーズと、旧マルサン製の日本戦闘機シリーズ（パチパチキットのギミックを省いたもの）を販売していたが、食玩ブームさなかの2003年に、翼コレクションとして日本戦闘機シリーズを塗装済みキットとしたものをブラインド式で発売した。このシリーズはタンポ印刷で再現された迷彩塗装やマーキングが好評で販売も好調だったため、第4弾からは金型を新規開発した製品も投入され、2015年までに9機種が新規に作られている。また、翼コレクションEXとしてプロペラ回転用のモーターをセットしたものを、ブラインド式でない通常のパッケージでも販売している。翼コレクションのキットは、アメリカのアキュレイトミニチュアや、イギリスのエアフィックスなどからも発売されている。

#### 国外メーカー
日本国外のメーカーから発売された主なキットとしては次のようなものがある。
エレール（フランス）
1960年代初めから、Cadetシリーズとしてジェット戦闘機や攻撃機、ヘリコプター、宇宙船などのキットを20数点発売している。また、旅客機や輸送機のような大型機の1/100スケールキットも数点発売されている。エレールのキットの何点かはドイツレベルから発売されているほか、Cadetシリーズのコピーと思われるものがイスラエルのStarfixから数点発売されている。
ファーラー（ドイツ）
1950年代後半から1970年代の初めにかけて、28点ほどのキットを発売している。時代的には最初の飛行機であるライトフライヤー号から当時の新鋭機であるF-4ファントムまで、機種的には戦闘機、爆撃機、旅客機、ヘリコプター、ミサイルとラインナップはバラエティーに富んでいた。2000年代に入ってから、多くのキットがDahlmannのブランドで再発売された。
ロスコフ（ドイツ）
1970年代半ばから1990年代半ばにかけて20点余りのキットを発売していた。その中には万年/サニーの3点や、エレール、ファーラーからのOEM、タミヤからのOEMと思しきF-104も含まれている。
VEBプラスチカルト（東ドイツ）
1960年代から1980年代にかけて、旅客機を中心としたキットを30点足らず発売しており、旧ソビエト・東欧圏の機体の中には、他で製品化されていないものも多い。初期の会社名はVEB KVZ、末期の1990年前後にはMaster Modellのブランド名を用いていた。2000年代以降、一部のキットがReifraやDahlmannから発売されている。また、1980年代半ばにはイギリスのPlayfix、1990年前後には同じくNu-Beeが一部のキットを輸入し、自社ブランドで販売している。
レベル
アメリカレベル、ドイツレベル共に、1980年代から1990年代にかけてタミヤ、タカラ、万年/ツクダホビー、エース、エレールなどの1/100スケールキットをOEMで販売していただけで自社開発の1/100スケールキットはほとんどなかったが、2000年代の初めよりドイツレベルがeasy kitの名称で1/100スケールのジェット戦闘機やヘリコプターの販売を開始し、2000年代の半ばからはアメリカのレベルからも順次販売が行われている。このシリーズは年少者向けの塗装済みスナップフィットキットで、初期のものはキャノピーも透明部品ではなく、塗装で表現されていた。
エース（韓国）
ヘリコプターのキットを6点程発売している。同一のキットは1990年代初めにアメリカレベルとドイツレベルから、1990年代半ばにアメリカのアキュレイトミニチュアから、2000年前後に韓国のKangnamから、2000年代半ばに日本の青島文化教材社からも発売されている。
Atlantic（イタリア）
1970年代半ばに、1970年代当時および第二次世界大戦時の戦闘機と爆撃機のキット15点を発売している。外見は通常のプラモデルとほとんど変わらないが、軟質素材製で、風防の枠だけが成形されて透明部品がないなど玩具的要素が強い。
AHM（アメリカ）
1970年代に、"All the worlds aircraft"シリーズとして、1/87と表記したキットを16点発売していたが、その内の10点程は実際には1/100ないしそれに近い縮尺で作られていた。このシリーズは元々COX社が完成品として販売していたもので、AHMは完成品の形でも販売を行っていたが、その際には1/100と表記されていた。本シリーズには大戦間の戦闘機や民間機など、比較的珍しい機種も含まれている。

### ミリタリーモデル
ミニサイズのミリタリーモデルは、1/72、1/76（OOスケール）、1/87（HOスケール）、1/144などが主流で、1/100はロスコフのプラスチック製ミニカー（ロコの1/87ミニタンクシリーズを一回り小さくした感じのもの）がある位であったが、2011年よりロシアのズヴェズダが1/100スケールの戦車や軍用車両の製品化を始め、2014年までに30点以上を発売している。このシリーズはゲームのコマとしての使用を強く意識したスナップ
フィットキットで、少ない部品数で形状を再現するため、通常とは異なる部品分割が行われている。

### 艦船
軍艦や客船のプラモデルには1/100スケールのものはほとんど見られないが、帆船についてはいくつかのメーカーから発売されており、エレールや今井科学、ズヴェズダなどからはかなり大型のキットも発売されている。

### 建築物
建築模型では1/100は標準スケールとしてよく使用されるが、プラモデルではこのクラスの建築物はHOゲージやNゲージなど鉄道模型に合わせた縮尺で作られることが多いため、1/100のキットはあまり発売されていない。主なプラモデルとしては、フジミ模型から金閣寺、石山寺多宝塔、守礼門、興福寺五重塔、薬師寺東塔、出雲大社などが1/100で製品化されている。

### キャラクターモデル
バンダイがガンプラの縮尺として1/100を採用したのは偶然の産物であるが、ガンプラの大ヒットにより1/100はその後発売されるキャラクターモデルの標準スケールの一つとなった。一例として1980年代に1/100のキットが発売された作品名と、発売したメーカーを下記に示す。
- 『機動戦士ガンダム』 - バンダイ
- 『鉄人28号』 - バンダイ
- 『戦闘メカ ザブングル』 - バンダイ
- 『超時空要塞マクロス』 - アリイ、今井科学
- 『魔境伝説アクロバンチ』 - 青島文化教材社
- 『クラッシャージョウ』 - タカラ
- 『サイコアーマー ゴーバリアン』 - 日東科学
- 『機甲創世記モスピーダ』 - エルエス
- 『太陽の牙ダグラム』 - 日東科学
- 『銀河漂流バイファム』 - バンダイ
- 『特装機兵ドルバック』 - グンゼ産業
- 『機甲界ガリアン』 - タカラ
- 『重戦機エルガイム』 - バンダイ
- 『巨神ゴーグ』 - タカラ
- 『超攻速ガルビオン』 - アリイ
- 『機動戦士Ζガンダム』 - バンダイ
- 『蒼き流星SPTレイズナー』 - バンダイ
- 『機動戦士ガンダムΖΖ』 - バンダイ
- 『機甲戦記ドラグナー』 - バンダイ

## ダイキャストモデル
ダイキャスト製完成品航空機模型でも、1/100は標準的なスケールの1つであり、Helpa Wings, Corgy, Italeri, Model Power, PacMin, Amercom, Armour Collectionなど多くのブランドから製品が発売されている。また、ダイキャスト製ミニカーや、戦車の模型でも1/100と表示されているものはあるが、正確な縮尺ではなく単なる大きさの目安でしかない場合も多い。

## 近似の縮尺

### 1/96スケール
ヤード・ポンド法を使用するイギリスやアメリカでは、1/100よりむしろ1/96の方が主流と言え、数は多くないもののいくつかのメーカーから飛行機や帆船などのプラモデルが発売されている。1950年代の半ばにイギリスのVulcanが1/96スケールの第二次世界大戦機のキットを5点程発売し、1957年には同じくイギリスのEagleがその金型を買収し、自社開発分も含めて10点程のキットを発売していた。イギリスのフロッグは1950年代後半から1960年代にかけて、1/96スケールの爆撃機や旅客機を10数点発売している。その一部はフロッグの倒産後ソビエトのノボに売却され、後に旧ソビエト・東欧圏の複数のメーカーから再発売が繰り返されている。また、アメリカのレベルもH-16ヘリコプターやアポロ宇宙船、サターンVロケットなどを製品化しており、リンドバーグからもイギリスの爆撃機などが発売されている。レベルとリンドバーグは、大型の帆船も製品化している。
鉄道模型では1930年代に1/96を採用した「Eゲージ」がアメリカで生産されていたが、HOゲージやOOゲージとの競合に敗れて姿を消した。

### 3mmスケール
3mmスケールは、1フィートを3mmに縮小する縮尺であり、イギリスのTTゲージ鉄道模型に採用されている。1/101.6に相当し、端数を切り上げて1/102とされることも多い。この縮尺はイギリスTTゲージ独特のもので、アメリカやヨーロッパ大陸など他地域ではTTゲージの縮尺には1/120が採用されている。